# Alejandro Woss y Gil

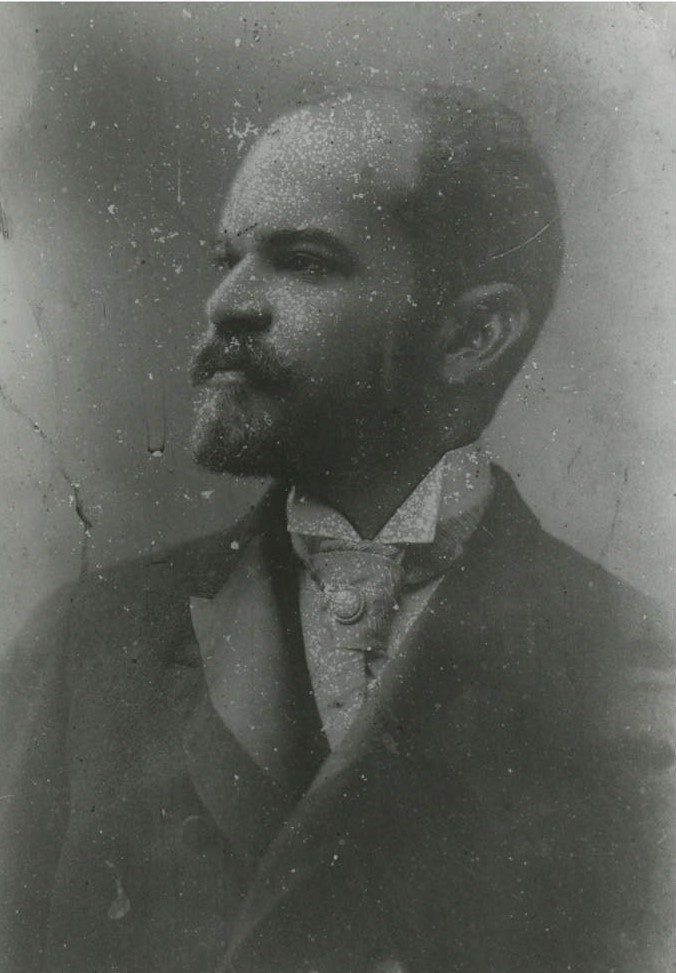

Alejandro Woss y Gil (nascido Alejandro Woss Linares) (5 de maio de 1856 - 1 de janeiro de 1932) foi um político e militar da República Dominicana. 
Na juventude, foi enviado a Santiago de los Caballeros para viver com seu tio, o general Evangelista Gil, que o adotou e incentivou a entrar no serviço militar.
Woss y Gil serviu como ministro da Defesa, e como vice-presidente durante a presidência de Francisco Gregorio Billini, a quem substituiu após sua renúncia de 16 de maio de 1885 até 6 de janeiro de 1887. O ex-presidente Ulises Heureaux permaneceu como uma figura dominante na política nacional. Em 1903, liderou um golpe contra Juan Isidro Jimenes e atuou novamente como presidente de 23 de março até ser removido por Carlos Felipe Morales em 24 de outubro de 1903. Com María Ricart Pérez teve uma filha, a famosa pintora Celeste Woss y Gil. Faleceu em Santo Domingo, em janeiro de 1932.